# Săvădisla
Săvădisla é uma comuna romena localizada no distrito de Cluj, na região histórica da Transilvânia. A comuna possui uma área de 110.00 km² e sua população era de 4395 habitantes segundo o censo de 2007.